# Hermann von Zeissl
Hermann von Zeissl, född 22 september 1817 i byn Vierzighuben nära Zwittau i Mähren, död 23 september 1884 i Wien, var en österrikisk läkare.  
Zeissl blev 1845 medicine doktor i Wien, 1850 docent och var 1861-83 extra ordinarie professor i syfilidologi vid Wiens universitet. Han var en av sin specialgrens mest framstående representanter och åtnjöt stort anseende. Han utgav bland annat Lehrbuch der Syphilis und der mit dieser verwandten örtlichen venerischen Krankheiten (tredje upplagan i två band 1875).